# Kærlighedens Firkløver
Kærlighedens Firkløver er en dansk stumfilm fra 1915, der er instrueret af Alfred Cohn efter manuskript af Rudolf Schwarzkopf og Richard Wurmfeld.

## Handling
Denne artikel mangler et handlingsreferat. Hjælp os med at skrive det.

## Medvirkende
- Henry Seemann - Aage Krag
- Johanne Fritz-Petersen - Else Juel
- Oscar Stribolt - Baron Browning
- Amanda Lund - Komtesse Toledo
- Frederik Jacobsen - Dixon, Krags hushovmester
- Maja Bjerre-Lind
- Henny Lauritzen
- Cajus Bruun
- Carl Lauritzen
- Betzy Kofoed
- Axel Boesen
- Ingeborg Olsen
- Oscar Nielsen
- Agnes Andersen